# Al-Badr (Pakistán Oriental)
El Al-Badr (en bengalí: আল বদর) fue una fuerza paramilitar compuesta principalmente por musulmanes bihari, huidos de la India en 1947, que operó en el este de Pakistán contra el movimiento nacionalista bengalí durante la guerra de liberación de Bangladés, bajo el patrocinio del gobierno pakistaní.

## Etimología
El nombre Al-Badr significa luna llena y se refiere a la batalla de Badr.

## Historia

### Organización
Al-Badr se constituyó en septiembre de 1971 bajo los auspicios del general Amir Abdullah Khan Niazi, el entonces jefe del comando oriental del ejército de Pakistán. Los miembros de Al-Badr fueron reclutados de escuelas públicas y madrasas (escuelas religiosas). La unidad se utilizó para incursiones y operaciones especiales; el comando del ejército de Pakistán inicialmente planeó utilizar las milicias reclutadas localmente (Al-Badr, Razakar, Al-Shams) para vigilar las ciudades del este de Pakistán y las unidades regulares del ejército para defender la frontera con India. La mayoría de los miembros de Al-Badr parecen haber sido biharis.
A pesar de sus similitudes al oponerse a la independencia de Bangladés, Razakar y Al-Badr tenían diferencias; Razakars se opuso a Mukti Bahini en general, mientras que las tácticas de Al-Badr fueron el terrorismo y los asesinatos políticos. Los tres grupos operaron bajo el mando de Pakistán.

### Disolución
Después de la rendición del ejército de Pakistán el 16 de diciembre de 1971, Al-Badr se disolvió junto con Razakar y Al-Shams. Muchos de sus miembros fueron arrestados. 
Durante la presidencia de Sheikh Mujibur Rahman se hizo además una ley en 1972 para perseguirlos junto con los demás. Solo los colaboradores que no cometieron actos de violencia como asesinato, violación e incendio provocado fueron aministiados en 1973.  El 31 de diciembre de 1975, después de la caída de Rahman, la ley fue abolida y los restantes miembros de Al-Badr liberados. Desde entonces cualquier intento de enjuiciarlos fue rechazado.

## Crímenes de guerra
Al-Badr perpetró atrocidades contra civiles durante la guerra de 1971, en particular, la masacre de intelectuales que ocurrió en el área de Rayer Bazaar de Daca el 15 de diciembre de 1971. Según el periodista Azadur Rahman Chandan, Al-Badr se lanzó experimentalmente en Jamalpur, Mymensingh en abril de 1971 como una fuerza voluntaria con activistas de Islami Chhatra Shangha como sus primeros reclutas para librar la guerra contra los combatientes nacionalistas. Fueron alistados y entrenados bajo la dirección de Muhammad Kamaruzzaman, el secretario general adjunto de Jamaat. 

## Líderes de Al-Badr
- Motiur Rahman Nizami[9] fue condenado por crímenes de guerra y ejecutado el 11 de mayo de 2016[10]
- Mir Quasem Ali fue condenado por crímenes de guerra[11] y ejecutado el 3 de septiembre de 2016[12]
- Ashrafuz Zaman Khan, condenado en ausencia, reside en Estados Unidos.
- Chowdhury Muen-Uddin, condenado en ausencia, reside en Reino Unido.
- Ali Ahsan Mohammad Mojaheed[13] fue declarado culpable de crímenes de guerra y ejecutado el 22 de noviembre de 2015.
- Muhammad Kamaruzzaman[14] fue declarado culpable de crímenes de guerra y ejecutado el 11 de abril de 2015